# Ernst Vettori
Ernst Vettori (Hall in Tirol, 25 giugno 1964) è un ex saltatore con gli sci austriaco.

## Biografia
In Coppa del Mondo esordì in occasione della tappa di Innsbruck del Torneo dei quattro trampolini 1980-1981, il 4 gennaio 1981 (31°), ottenne il primo podio il 26 febbraio seguente a Chamonix (3°) e la prima vittoria il 30 dicembre 1984 a Oberstdorf. Ha chiuso tre volte al secondo posto nella classifica generale di Coppa, vincendo il Torneo dei quattro trampolini nel 1986 e nel 1987).
In carriera ha preso parte tre edizioni dei Giochi olimpici invernali, Sarajevo 1984 (36° nel trampolino normale), Calgary 1988 (24° nel trampolino normale, 28° nel trampolino lungo, 5° nella gara a squadre) e Albertville 1992 (1° nel trampolino normale, 15° nel trampolino lungo, 2° nella gara a squadre), e a sette dei Campionati mondiali, vincendo cinque medaglie. È sposato con la sciatrice alpina Sieglinde Winkler, a sua volta atleta di alto livello.

## Palmarès

### Olimpiadi
- 2 medaglie:
  - 1 oro (trampolino normale ad Albertville 1992)
  - 1 argento (gara a squadre ad Albertville 1992)

### Mondiali
- 5 medaglie:
  - 1 oro (gara a squadre a Val di Fiemme 1991)
  - 1 argento (gara a squadre a Seefeld in Tirol 1985)
  - 3 bronzi (trampolino lungo, gara a squadre a Oberstdorf 1987; gara a squadre a Falun 1993)

### Mondiali juniores
- 2 medaglie:
  - 1 oro (K70 a Murau 1982)
  - 1 argento (K80 a Schonach im Schwarzwald 1981)

### Coppa del Mondo
- Miglior piazzamento in classifica generale: 2º nel 1986, nel 1987 e nel 1990
- 55 podi (53 individuali, 2 a squadre):
  - 16 vittorie (14 individuali, 2 a squadre)
  - 18 secondi posti (individuali)
  - 21 terzi posti (individuali)

#### Coppa del Mondo - vittorie
| Data             | Località       | Nazione        | Trampolino                                                                          |
| ---------------- | -------------- | -------------- | ----------------------------------------------------------------------------------- |
| 30 dicembre 1984 | Oberstdorf     | Germania Ovest | Schattenberg K115                                                                   |
| 13 febbraio 1985 | Sankt Moritz   | Svizzera       | Olympiaschanze K94                                                                  |
| 6 gennaio 1986   | Bischofshofen  | Austria        | Paul Ausserleitner K111                                                             |
| 19 gennaio 1986  | Oberwiesenthal | Germania Est   | Fichtelberg K90                                                                     |
| 21 febbraio 1986 | Gstaad         | Svizzera       | Mattenschanze K88                                                                   |
| 16 marzo 1986    | Holmenkollen   | Norvegia       | Holmenkollen K105                                                                   |
| 24 marzo 1986    | Planica        | Jugoslavia     | Bloudkova velikanka K120                                                            |
| 14 dicembre 1986 | Lake Placid    | Stati Uniti    | MacKenzie Intervale K114                                                            |
| 14 gennaio 1987  | Oberwiesenthal | Germania Est   | Fichtelberg K90                                                                     |
| 17 gennaio 1988  | Gallio         | Italia         | Pakstall K95                                                                        |
| 9 dicembre 1989  | Lake Placid    | Stati Uniti    | MacKenzie Intervale K114                                                            |
| 16 dicembre 1989 | Sapporo        | Giappone       | Miyanomori K90                                                                      |
| 17 marzo 1991    | Holmenkollen   | Norvegia       | Holmenkollen K105                                                                   |
| 2 dicembre 1991  | Thunder Bay    | Canada         | Big Thunder K120                                                                    |
| 12 gennaio 1992  | Predazzo       | Italia         | Giuseppe Dal Ben K120 (con Werner Rathmayr, Martin Höllwarth e Andreas Felder)      |
| 4 marzo 1992     | Örnsköldsvik   | Svezia         | Paradiskullen K90                                                                   |
| 24 gennaio 1993  | Predazzo       | Italia         | Giuseppe Dal Ben K120 (con Stefan Horngacher, Werner Rathmayr e Andreas Goldberger) |

#### Torneo dei quattro trampolini
- Vincitore del Torneo dei quattro trampolini nel 1986 e nel 1987
- 7 podi di tappa[3]:
  - 2 vittorie
  - 3 secondi posti
  - 2 terzi posti

### Campionati austriaci
- 11 medaglie[4]:
  - 4 ori (90 m nel 1985; 90 m nel 1986; 70 m nel 1987; 90 m nel 1992)
  - 4 argenti (90 m nel 1984; 70 m nel 1985; 70 m nel 1986; 90 m nel 1987)
  - 3 bronzi (90 m nel 1990; 120 m nel 1992; 70 m nel 1993)

## Riconoscimenti
Vettori ha vinto la Medaglia Holmenkollen nel 1991 (condivisa con Vegard Ulvang, Trond Einar Elden e Jens Weißflog).